# Rozdroże w Hlińskiej

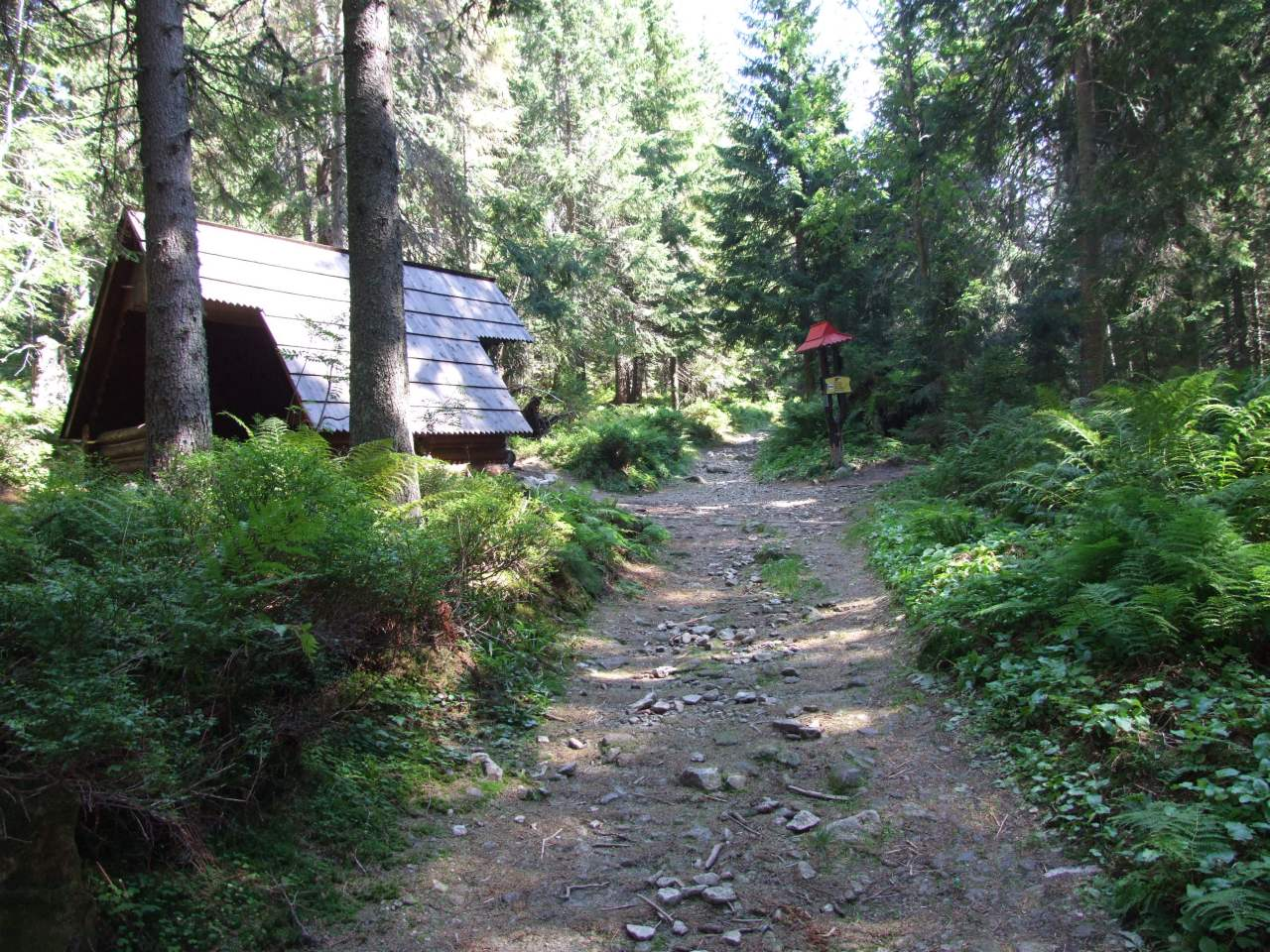
Rozdroże pod Hlińską

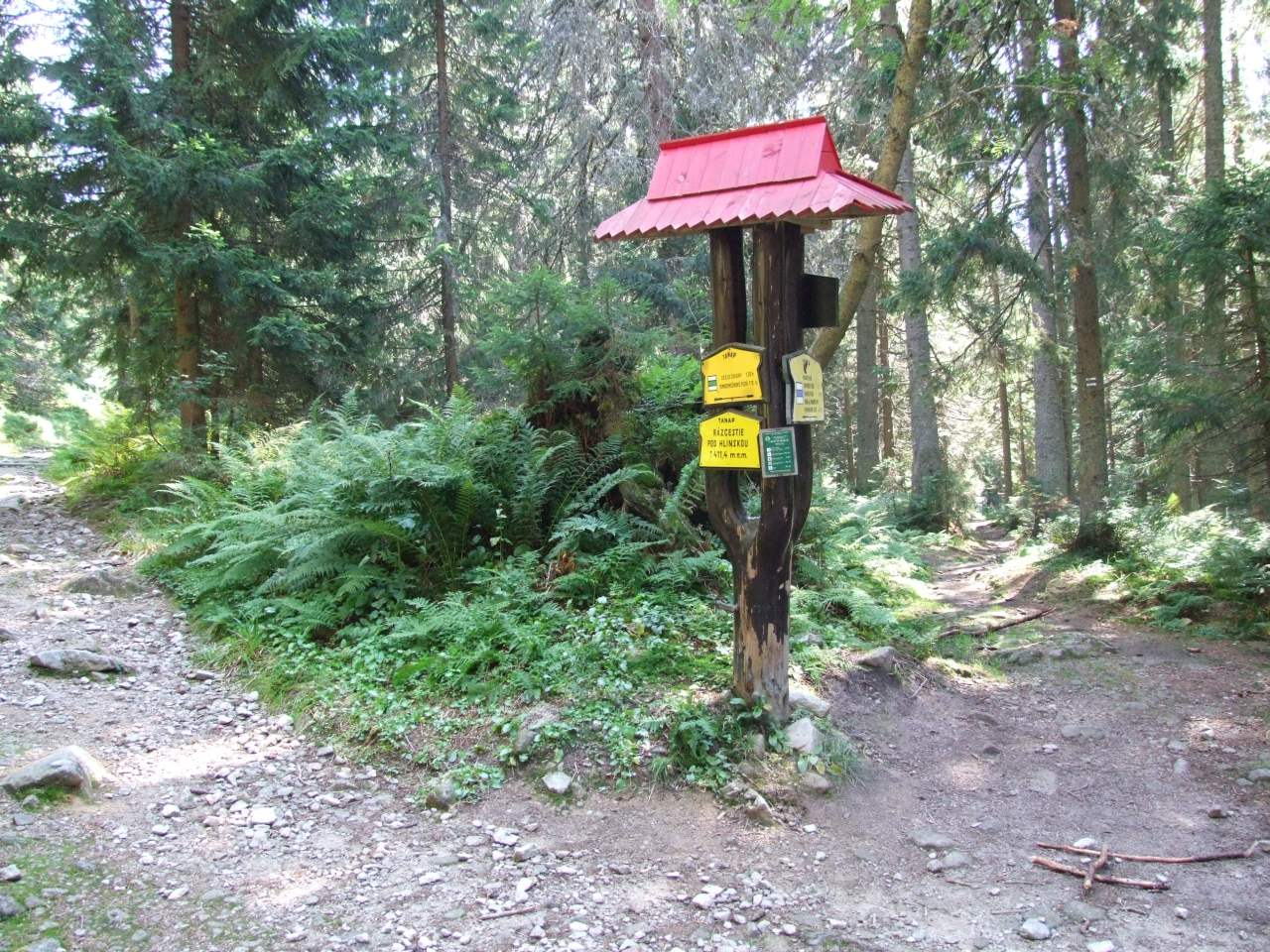
Rozdroże pod Hlińską

Rozdroże w Hlińskiej (słow. Rázcestie pod Hlinskou) – rozdroże szlaków turystycznych w słowackich Tatrach. Położone jest w lesie zwanym Ciemne Smreczyny, na wysokości 1411 m n.p.m. w Dolinie Koprowej, u wylotu Doliny Hlińskiej. Znajduje się tutaj wiata dla turystów i słupki z tabliczkami informacyjnymi szlaków turystycznych.

## Szlaki turystyczne
– niebieski w dół Doliną Koprową przez Rozdroże pod Gronikiem do parkingu w Podbańskiej. Czas przejścia 3 h, ↑ 3:15 h
  – niebieski przez Dolinę Hlińską na Wyżnią Koprową Przełęcz. Czas przejścia 3 h, ↓ 2:15 h
  – zielony przez Rozdroże w Ciemnych Smreczynach na Zawory. Czas przejścia 1:35 h, ↓ 1:15 h
    – zielony, potem czerwony przez Rozdroże w Ciemnych Smreczynach nad Niżni Staw Ciemnosmreczyński. Czas przejścia 1:05 h, ↓ 50 min.
Czasy przejścia podane na słowackich tabliczkach informacyjnych są krótsze.